# Szkeleton a 2012. évi téli ifjúsági olimpiai játékokon
A 2012. évi téli ifjúsági olimpiai játékokon a szkeleton versenyeit január 21-én rendezték Innsbruckban. Összesen két versenyszámban avattak ifjúsági olimpiai bajnokot. A versenyeken a fiúknál 15, a lányoknál 14, 1995–1996-ban született versenyző vett részt. Egy nemzetből ugyanabban a versenyszámban maximum két versenyző indulhatott.
Mindkét versenyszámban eredetileg két futam összesített eredménye alapján hirdettek volna a győztes. A lányok futama alatt az erős hóesés miatt néhány versenyző futama után a pályát takarítani kellett, azonban ez előnyhöz juttatta a közvetlenül a takarítás után következő versenyzőt, mert a jég simább és gyorsabb volt. A lányok első futamának eredményeit törölték, és csak a második futam eredményei döntöttek.

## Éremtáblázat
(A táblázatokban  a rendező ország sportolói eltérő háttérszínnel, az egyes számoszlopok legmagasabb értéke, vagy értékei vastagítással kiemelve.)
| A 2012. évi téli ifjúsági olimpiai játékok éremtáblázata szkeletonban | A 2012. évi téli ifjúsági olimpiai játékok éremtáblázata szkeletonban | A 2012. évi téli ifjúsági olimpiai játékok éremtáblázata szkeletonban | A 2012. évi téli ifjúsági olimpiai játékok éremtáblázata szkeletonban | A 2012. évi téli ifjúsági olimpiai játékok éremtáblázata szkeletonban | Olimpia  |
| --------------------------------------------------------------------- | --------------------------------------------------------------------- | --------------------------------------------------------------------- | --------------------------------------------------------------------- | --------------------------------------------------------------------- | -------- |
|                                                                       | Ország                                                                | Arany                                                                 | Ezüst                                                                 | Bronz                                                                 | Összesen |
| 1.                                                                    | Németország (GER)                                                     | 2                                                                     | 0                                                                     | 0                                                                     | 2        |
|                                                                       |                                                                       |                                                                       |                                                                       |                                                                       |          |
| 2.                                                                    | Ausztria (AUT)                                                        | 0                                                                     | 2                                                                     | 0                                                                     | 2        |
|                                                                       |                                                                       |                                                                       |                                                                       |                                                                       |          |
| 3.                                                                    | Kanada (CAN)                                                          | 0                                                                     | 0                                                                     | 2                                                                     | 2        |
|                                                                       |                                                                       |                                                                       |                                                                       |                                                                       |          |
| Összesen                                                              | Összesen                                                              | 2                                                                     | 2                                                                     | 2                                                                     | 6        |

## Érmesek
| A 2012. évi téli ifjúsági olimpiai játékok érmesei szkeletonban |                                        |         |                                         |         |                               |         |
| Versenyszám                                                     | Arany                                  | Arany   | Ezüst                                   | Ezüst   | Bronz                         | Bronz   |
| Fiú egyes                                                       | Sebastian Berneker · Németország (GER) | 1:52,73 | Stefan Richard Geisler · Ausztria (AUT) | 1:54,70 | Corey Gillies · Kanada (CAN)  | 1:55,82 |
| Lány egyes                                                      | Jacqueline Lölling · Németország (GER) | 57,43   | Carina Mair · Ausztria (AUT)            | 58,40   | Carli Brockway · Kanada (CAN) | 58,48   |

## Részt vevő nemzetek
A versenyeken 13 nemzet 29 sportolója vett részt.
| Nemzet           | Fiúk | Lányok | Összesen |
| ---------------- | ---- | ------ | -------- |
| Ausztria         | 2    | 1      | 3        |
| Dél-Korea        | 1    |        | 1        |
| Egyesült Államok | 1    | 2      | 3        |
| Hollandia        |      | 1      | 1        |
| Japán            | 2    | 1      | 3        |
| Kanada           | 1    | 1      | 2        |
| Lettország       | 1    |        | 1        |
| Mexikó           | 1    |        | 1        |
| Németország      | 1    | 2      | 3        |
| Olaszország      | 1    | 1      | 2        |
| Oroszország      | 1    | 2      | 3        |
| Románia          | 1    | 1      | 2        |
| Szlovénia        |      | 1      | 1        |
| Spanyolország    | 1    |        | 1        |
| Svájc            | 1    |        | 1        |
| Összes versenyző | 15   | 14     | 29       |
| Összes nemzet    | 13   | 10     | 13       |